# U-Boot-Simulation
Eine U-Boot-Simulation ist eine computergestützte Simulation der Eigenschaften und Funktionen von Tauch- und Unterseebooten in einer Seegefechtsumgebung. Dazu werden Elemente einer Marinesimulation mit denen einer Militärsimulation zu einer Kriegssimulation kombiniert und die wesentlichen Attribute Bewaffnung, Rumpf, Antrieb und seegebundene Bewegung von U-Booten nachgebildet und visuell dargestellt. Spieler befehligen ein U-Boot bzw. dessen Besatzung. Üblicherweise ist das Spielziel, Missionen zu absolvieren, von denen jede eine Reihe von Begegnungen beinhaltet, bei denen es darum geht, Überwasserschiffe zu versenken und (Gegen-)Angriffe von Zerstörern und Flugzeugen auszuweichen.

## Spielziel
Das Spielziel ist stets die gewaltsame Lösung eines bewaffneten Konflikts in einem Seekrieg. Mit Primär-Munition (Torpedos, seltener Seezielflugkörper) oder Sekundär-Munition (Bordkanone) werden Seeziele (seltener Luft- und Landziele) bekämpft oder vernichtet. U-Boot-Simulationen sind Computerprogramme mit grafischer Oberfläche, deren primäres Spielziel darin liegt, mit einem bewaffneten Seefahrzeug andere, vom Computer oder von gegnerischen Spielern kontrollierte Fracht- und Kriegsschiffe zu orten, versenken oder deren Kampffähigkeit so weit zu verringern, dass sie nicht mehr zur Fortsetzung des Seekampfes fähig sind.
Aufgrund der geringen Kadenz und Munition ihrer Primärbewaffnung, dem zeitintensiven Heranführen an den Feind und langdauernde Schleichfahrten haben U-Boot-Simulationen eine ausgesprochen strategische Ausrichtung. U-Boot-Simulatoren kennzeichnen sich durch variable Spieltempi, da es Stunden dauern kann, bis man in Position ist, um einen (gut verteidigten) Geleitzug anzugreifen, weshalb typischerweise das Verhältnis von Echtzeit zu simulierter Zeit justierbar ist. Das Spielziel bleibt über die Dauer einer Mission zumeist statisch.

## Spielewelt
Die dreidimensionale Spielewelt ist nach oben durch die Wasseroberfläche, nach unten durch den Ozeanboden und an den Außenflächen durch Küsten, Unwegbarkeit oder Spielabbruch begrenzt, was ein Verlassen der Spielewelt verhindert. Jedes U-Boot hat innerhalb der Spielewelt eine Position, Orientierung, Geschwindigkeit, Höhe über Grund und wird ggf. beschleunigt, verzögert oder rotiert. Die simulierten U-Boote sind als texturierte Volumenmodelle ausgeführt und bewegen sich im Wasser.

## Simulation
Der Spieler übernimmt die Steuerung eines mobilen Kriegsgeräts, das bis zur Erreichung des vorgegebenen Spielziels durch zeitlich und räumlich abgeschlossene Missionen manövriert wird. Zu den simulierten Kampffahrzeugen gehören diesel-elektrische und atomar angetriebene U-Boote, die sich spielerisch unterscheiden und dadurch eine zusätzliche Spieltiefe bieten. Nach Aufklärung der gegnerischen Seestreitkraft ist diese in (Schuss-)Reichweite der eigenen Waffenanlagen zu bringen, wozu sich ein U-Boot unbemerkt auf die gegnerische Fraktion zubewegen muss. Eigene Bewegungen haben den Vorteil der Initiative, da die agierende Fraktion den Kampfzeitpunkt und -ort bestimmt. Der Spieler muss sich mit den technologischen Besonderheiten des Militärgeräts und der Waffen vertraut machen, um sie wirkungsvoll und unter Kenntnis ihrer Wirkung einsetzen zu können.

## Benutzerinterface
Die Perspektive der Simulation wird an der menschlichen Sicht ausgerichtet. Gängig sind drei Perspektive:
- Eine Egoperspektive der U-Boot-Besatzung auf die Armaturen ihrer jeweiligen Stationen.
- Eine Schnittdarstellung des U-Boots über den gesamten Rumpf.
- Eine Kartenansicht, die die aktuelle Militärische Lage wiedergibt.

Die Spielanzeigen umfassen im Allgemeinen eine Übersichts- oder Seekarte, die das U-Boot und die umliegenden Schiffe (in Radarreichweite) zeigt, deren Positionen aufklärbar sind, die Periskop-Ansicht, wenn das U-Boot in Oberflächennähe ist, eine Reihe von Messgeräten, die Tiefe und Kurs anzeigen, sowie einen Bootsplan, der die Torpedoverfügbarkeit, Schäden an Rumpf und den Stationen anzeigt.

## Herausforderung
Die Herausforderung einer U-Boot-Simulation liegt in der gleichzeitigen räumlichen Orientierung und Aufklärung der Lage im Seegebiet, der U-Boot-Steuerung aus Sicht des Kommandanten und der Zielfindung (Ortung) und -bekämpfung mit den Waffensystemen unter Ausnutzung von Tauchen und Bewegung, zusammenfassend die Koordination von Feuer und Bewegung von motorisierten Seestreitkräften in einer militärischen Konfrontation. Die Unterwasserlage durch Unterwasserortung lässt sich nicht vergleichbar aufbereiten wie das Überwasser- und Luftlagebild. Alle Akteure führen ihre Handlungen simultan, während des Gefechts zumeist in Echtzeit aus, wodurch sich die Bedrohungssituation kontinuierlich ändert.

## Anwendung
U-Boot-Simulatoren wurden ursprünglich zur Ausbildung von U-Boot-Besatzungen entwickelt. Das Ausbildungszentrum Uboote in Eckernförde betreibt zwei taktische Simulatoren, in denen die Operationszentrale eines U-Boots nachgebaut ist. Seit Ende 2018 kann an einem hydraulisch beweglichen Tiefensimulator das Fahren über und unter Wasser annähernd realistisch geübt werden. Das Orten mit Schallwellen wird an Monitoren trainiert.
Mit der Verbreitung von Spielkonsolen, Heimcomputern und Personal Computern ab den 1980er Jahren wurden auch Programme entwickelt, die primär Unterhaltungszwecken dienen und zu den Computerspielen zählen. Während eine Simulation für Ausbildungszwecke sich durch einen hohen Realitätsgrad auszeichnet, sind bei Computerspielen das Gameplay und das Balancing entscheidende Faktoren bei der Spielentwicklung.

## Videospiele
Die ersten U-Boot-Arcade-Automaten waren „Periscope“ (1968) von SEGA, „Sea Devil“ (1970) und „Seawolf“ (1976) von Midway Games und „Submarine“ (1978) von Namco,  alle vier mit einem Periskop als Ausgabegerät.
Der erste kommerziell verfügbare U-Boot-Simulation für Atari-Heimcomputer war Submarine Commander von Thorn EMI aus dem Jahr 1982. Weitere frühe Computerspielumsetzungen von U-Booten aus dem Zweiten Weltkrieg waren „Silent Service“ (1985) und „Aces of the Deep“ (1994). Bekannt ist auch die „Silent-Hunter“-Reihe (1996–2010), von denen das jüngste im März 2010 erschienen ist. Der U-Boot Simulator „Das Boot“ (1990–91) legte besonderen Wert auf Realismus, es konnten unterschiedliche Torpedos sowie rudimentäre Radargeräte eingesetzt werden. Das Spiel „Wolfpack“ (1990) bot die Möglichkeit, neben U-Booten auch Überwasserfahrzeuge zu steuern, und ermöglichte somit einen interessanten Einblick in die ASW-Kriegsführung auch aus Sicht der Sicherungsfahrzeuge in der Ära des Zweiten Weltkrieges. Mit „Danger from the Deep“ (2007) existiert eine U-Boot-Simulation unter Open-Source-Softwarelizenz (GNU General Public License). Computerspieleumsetzungen von Atom-U-Booten waren das Spiel „Red Storm Rising“ (1989) von der Firma Microprose und die mit „688 Attack Sub“ (1989) begonnene Reihe von U-Boot-Simulationen des Herstellers Electronic Arts. Diese Serie fand in heutiger Zeit mit „688(i) Hunter Killer“ (1997), „Sub Command“ (2001) und „Dangerous Waters“ (2005) von dem Hersteller Sonalysts Inc. ihre Fortsetzung.
| Name                                     | Jahr       |
| ---------------------------------------- | ---------- |
| 1914 Shells of Fury                      | 2007       |
| 688 Attack Sub                           | 1988       |
| 688(I) Hunter/Killer                     | 1997       |
| Aces of the Deep                         | 1994       |
| AquaNox                                  | 2001       |
| Archimedean Dynasty                      | 1996       |
| Captain Sonar                            | 2016       |
| Cold Waters                              | 2017       |
| Command: Aces of the Deep                | 1995       |
| Dangerous Waters                         | 2005       |
| Danger from the Deep (Open Source)       | 2003       |
| Das Boot: German U-Boat Simulation       | 1990–91    |
| Deadly Tide                              | 1996       |
| Depthcharge                              | 1977       |
| Deep Fighter: The Tsunami Offensive      | 2000       |
| Dive Alert                               | 1999       |
| Dive to the Titanic                      | 2010       |
| Enigma: Rising Tide                      | 2003/2005  |
| Fast Attack: High Tech Submarine Warfare | 1996       |
| GATO                                     | 1984       |
| Grey Wolf – Hunter Of The North Atlantic | 1994       |
| The Hunt for Red October                 | 1987–90    |
| IronWolf VR                              | 2017       |
| OpenSSN (Open Source)                    | 2010       |
| Operation Neptune                        | 1991       |
| Periscope                                | 1966       |
| Radar Mission (Mode B)                   | 1990       |
| Red Storm Rising                         | 1988       |
| Schleichfahrt                            | 1996       |
| Silent Depth (Mobile)                    | 2016       |
| Silent Depth (PC)                        | 2018       |
| Silent Service                           | 1985, 1990 |
| Silent Hunter 1–5 Serie                  | 1995–2010  |
| Silent Steel                             | 1995       |
| SSN-21 Seawolf                           | 1994       |
| Steel Diver                              | 2011       |
| Submarine Commander                      | 1982       |
| Sub Battle Simulator                     | 1987–88    |
| Sub Command                              | 2001       |
| Sub Culture                              | 1997       |
| Sub Hunt                                 | 1982       |
| Sub Hunter                               | 1977       |
| Sub Mission                              | 1986       |
| Subwar 2050                              | 1994       |
| Tom Clancy’s SSN                         | 1996       |
| UBOAT                                    | 2019       |
| U-Boat Simulator (Android-Spiel)         | 2013       |
| Up Periscope!                            | 1986       |
| Virtual Sailor                           | 1999       |
| Wolfpack                                 | 1990       |

Das Adventure Codename: ICEMAN (1989) von Sierra On-line enthält einen Spielabschnitt mit einem U-Boot-Simulator.

### Indizierung
1987 wurde das Spiel Silent Service auf Grund von „kriegsverherrlichender Inhalte“ von der Bundesprüfstelle für jugendgefährdende Schriften indiziert. 1988 wurde die Indizierung wieder aufgehoben.

### Schauplatz
Die meisten U-Boot-Computerspiele verwenden den Zweiten Weltkrieg als Schauplatz; die U-Boot-Kriegsführung zu jener Zeit war langwierig und intensiv, das historische Material ist umfangreich, und die begrenzten Fähigkeiten der U-Boote dieser Zeit legen einen hohen Wert auf die Spielfähigkeit. In der Regel werden bei den Spielen entweder US-amerikanische U-Boote im Pazifikkrieg oder deutsche U-Boote im Atlantik eingesetzt. Eine weitere beliebte Kategorie sind moderne Jagd-U-Boote, insbesondere die der US-amerikanischen Los-Angeles-Klasse, die nach der Rumpfidentifikationsnummer des ersten Typschiffes der Klasse auch als „688s“ bezeichnet werden.

## AUV-Simulatoren
Es gibt auch eine Reihe von Simulatoren für Unterwasserroboter wie Autonomous Underwater Vehicle (AUV). Diese Simulatoren werden von Forschungsinstituten häufig verwendet, um Roboter-Steuerungs- und Koordinationsalgorithmen vor oder während der Entwicklung eines U-Bootes zu testen.